# Sophie Elizéon
Sophie Elizéon, née le 3 novembre 1970 à Paris, est une haute fonctionnaire et préfète française. Elle est déléguée interministérielle à la lutte contre le racisme, l'antisémitisme et la haine anti-LGBT depuis le 8 mars 2021 et préside le Comité directeur sur l’anti-discrimination, la diversité et l’inclusion (CDADI) du Conseil de l'Europe depuis le 1er janvier 2023.
Le 13 juillet 2023, elle est nommée préfète de l'Ardèche en Conseil des ministres.

## Biographie
Sophie Elizéon naît à Paris. Ses parents sont postiers, son père est originaire de La Réunion, et sa mère de Corrèze. Sa famille vit à Plaisir, dans les Yvelines, puis s'installe à La Réunion, lorsqu'elle a 14 ans. Titulaire d'un diplôme de l'école supérieure de commerce de Pau et d'un master de sociologie de l'université Lumière-Lyon-II, Sophie Elizéon est chef de projet, chargée du contrat de ville puis conseillère principale à l'Agence nationale pour l'emploi (ANPE) à Saint-Denis de La Réunion jusqu'en 2004. Ensuite, elle est chargée de mission à la mairie de Gap comme cheffe de projet Plan Local pour l'Insertion et l'Emploi, puis à l'association interconsulaire de la Haute-Vienne à Limoges jusqu'en 2007.
Entre 2007 et 2012, elle est déléguée régionale des droits des femmes et à l'égalité des chances entre les femmes et les hommes à la préfecture de La Réunion. Elle s'engage dans les campagnes d’information sur la prévention de violences conjugales et la protection des victimes, femmes mais aussi enfants, de ces violences. Elle mise pour La Réunion sur la solution des familles d’accueil, et elle fait réaliser une « cartographie à l’attention des victimes de violences conjugales », une première pour La Réunion et au niveau national. Elle y rencontre le préfet Michel Lalande qui lui « m[et] le pied à l'étrier ».    
Par un décret du 4 octobre 2012, Sophie Elizéon est nommée déléguée interministérielle pour l’égalité des chances des Français d’outre-mer,. Elle se fait remarquer en 2014 par sa réplique à un article controversé sur la discrimination positive dans le Dictionnaire historique et critique du racisme. Elle lance le slogan « Les ultramarins ont de l’audace » pour les activités de la délégation interministérielle visant à améliorer l'égalité pour les originaires d'outre-mer ressortissants dans la France métropolitaine, elle fait organiser un sondage sous ce nom par OpinionWay et lance une série de projets autour de ce thème, qui sera poursuivie par son successeur Jean-Marc Mormeck.
Par un décret du 30 septembre 2015, Sophie Elizéon est nommée préfète déléguée pour l'égalité des chances auprès du préfet de la région Nord-Pas-de-Calais. Elle s'occupe activement des réfugiés mineurs qui ont campé pendant l'hiver 2015-2016 au parc des Olieux à Lille et pour lesquels elle réalise l'ouverture d'un centre de répit temporaire et collectif (CRTC) à Cassel. Elle a mis en œuvre dans la région le Pacte de la deuxième chance pour l'intégration de jeunes défavorisés et stimulé la formation d'un grand nombre de conseils citoyens.
Sophie Elizéon est nommée préfète du Territoire de Belfort, lors du conseil des ministres du 25 octobre 2017.
Elle est nommée préfète de l'Aude lors du conseil des ministres du 9 octobre 2019.
Elle est nommée déléguée interministérielle à la lutte contre le racisme, l'antisémitisme et la haine envers les personnes lesbiennes, gays, bi et trans (DILCRAH) en Conseil des ministres le 17 février 2021,,.
À l’occasion de sa 6e réunion plénière qui se tenait le 1er décembre 2022 à Strasbourg, le comité directeur sur l’anti-discrimination, la diversité et l’inclusion au Conseil de l’Europe (CDADI) élit Sophie Elizéon à sa présidence avec près de 75 % des voix exprimées par les 46 États membres du comité. Ses fonctions prennent effet au 1er janvier 2023 pour une année de présidence. Cette élection s’inscrit dans la continuité de la coopération entre les deux institutions, la DILCRAH et le Conseil de l'Europe, dans la lutte contre toutes les discriminations.
En juillet 2025, alors préfète de l'Ardèche, elle décrète l'interdiction de la vente d'alcool après minuit pour les associations pendant l'été suite à des débordements, provoquant ainsi une réaction de nombreux politiques ardéchois.

## Décorations
Le 15 mai 2015, Sophie Elizéon est nommée au grade de chevalier dans l'ordre national du Mérite au titre de « déléguée interministérielle pour l'égalité des chances des Français d'outre-mer ; 21 ans de services » puis au grade de chevalier dans l'ordre national de la Légion d'honneur le 13 juillet 2019 au titre de « préfète du Territoire de Belfort ; 25 ans de services ».

## Pour approfondir